# St. Elisabeth (Ohmenheim)

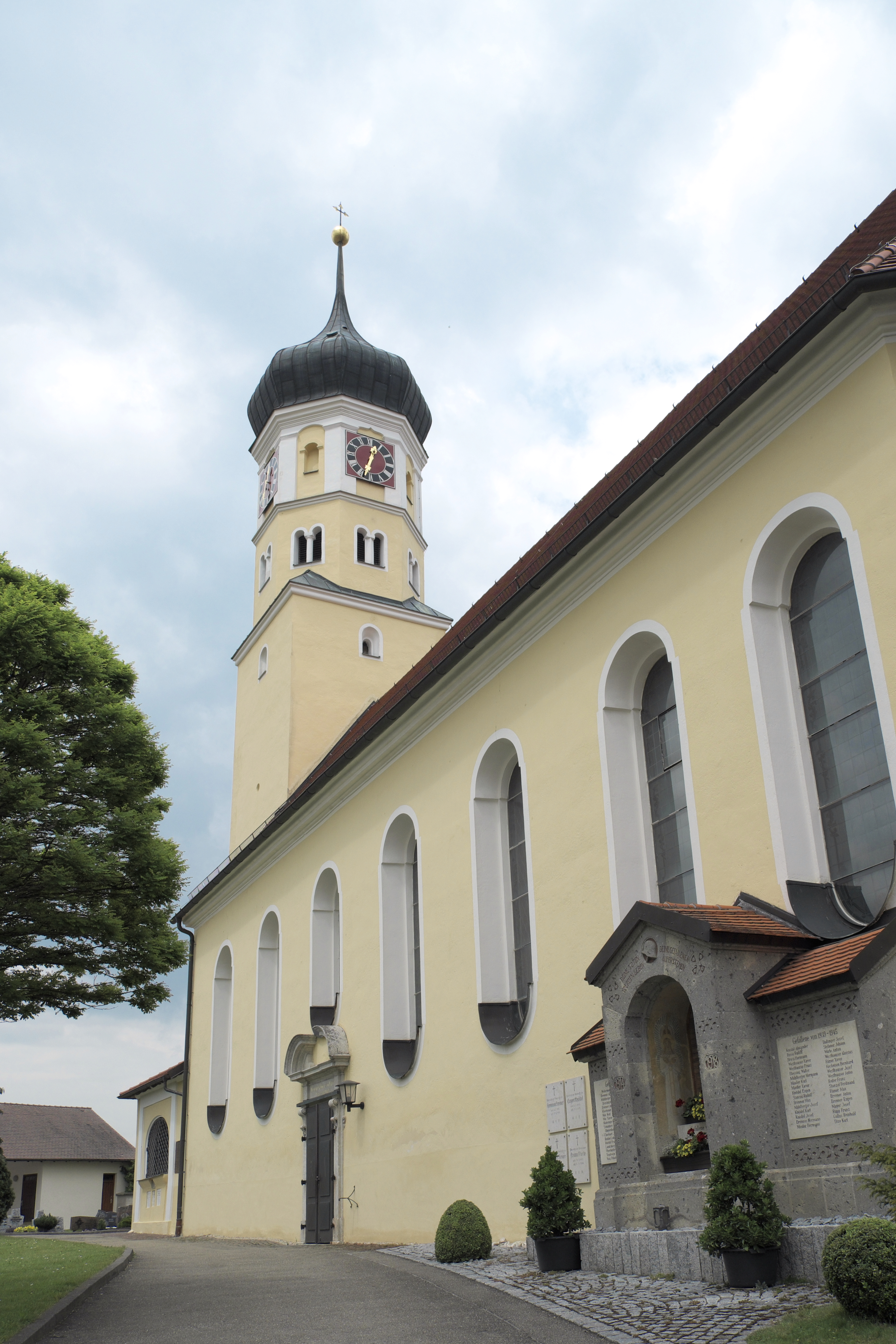
St. Elisabeth in Ohmenheim

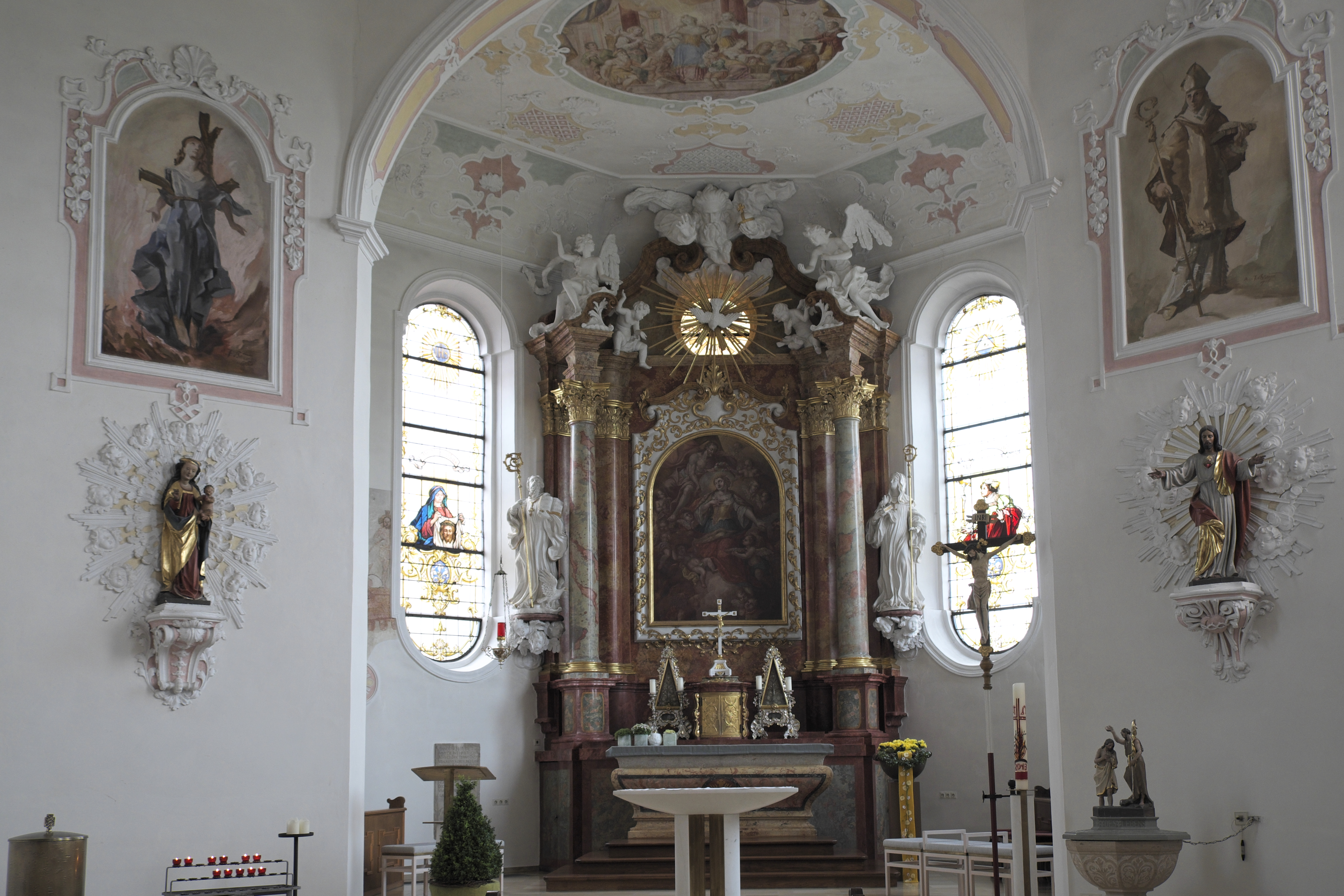
Innenansicht

Die römisch-katholische Pfarrkirche St. Elisabeth ist ein geschütztes Kulturdenkmal nach dem Denkmalschutzgesetz. Sie steht in Ohmenheim im Härtsfeld, einem Stadtteil von Neresheim im Ostalbkreis in Baden-Württemberg. Die Kirchengemeinde gehört zum Dekanat Ostalb in der Diözese Rottenburg-Stuttgart.

## Beschreibung
Die Saalkirche wurde im Kern 1527 erbaut. Sie besteht aus einem Langhaus und einem Chorturm auf quadratischem Grundriss im Westen, die um 1719 und 1727 barockisiert wurden. Dabei erhielt der Chorturm zwei achteckige Geschosse. Das untere enthält hinter den als Biforien gestalteten Klangarkaden den Glockenstuhl für vier Kirchenglocken, das obere die Turmuhr mit Zifferblättern an vier Seiten. Darauf sitzt eine Zwiebelhaube. 
Im Jahr 1727 malte Johann Michael Zink die Fresken an der Decke. Die Orgel wurde um 1923 als Opus 302 von der Gebr. Späth Orgelbau gebaut.